# Water (Krisma)
Water è il decimo singolo del duo musicale italiano Krisma, pubblicato nel 1982 come secondo estratto dal loro quarto album Clandestine Anticipation.

## Descrizione
Del singolo esistono due edizioni, ambedue realizzate per il mercato italiano: l'edizione commerciale in 7" su etichetta Polydor Records, contenente i brani Water e Samora Club. Water è inoltre presente nel raro EP promo su due 12" del 1982 Clandestine Anticipation, pubblicato dalla CGD per la distribuzione italiana e in cui appare anche il retro Samora Club, e in un'edizione del singolo Many Kisses del 1983, pubblicata dalla Atlantic Records su 12" e destinata al mercato statunitense. Samora Club inoltre era già stato utilizzato come lato B anche del precedente singolo Miami, nella cui edizione statunitense su 12" era stato reintitolato Samora.

## Tracce
7"
1. Water – 4:57 (Krisma)
2. Samora Club – 3:27 (Krisma)

Durata totale: 8:24

## Formazione
- Christina Moser - voce
- Maurizio Arcieri - canto, sintetizzatore